# 難波宗長
難波 宗長（なんば むねなが）は、平安時代末期から鎌倉時代前期の貴族、公卿。難波流蹴鞠道の祖。

## 略歴
藤原北家花山院流の難波頼経の子として生まれ、のち祖父・頼輔の猶子となる。治承4年（1180年）17歳で叙爵し、同時に祖父が知行国主を務めた豊後国の国司に父に続いて任官する。寿永2年（1183年）蹴鞠の上手を賞されて左近衛少将に補任され、翌年からは陸奥守も務めた。父とともに後白河法皇の院近臣として仕え、文治4年（1188年）には正五位下に昇ったが、翌文治5年（1189年）源義経が鎌倉の源頼朝と対立すると、頼朝は義経に与同した公家の処分を朝廷に訴えたため、その張本として父頼経は伊豆国へ流罪となり、自身も解官のうえ伊豆配流となった。
赦された後は正治3年（1201年）従四位に進み、承元2年（1208年）には父の最終官職だった刑部卿に任官。建保2年（1214年）従三位に昇り、祖父以来の公卿に列した。父以来の鎌倉幕府との関係も回復し、建保6年（1218年）には親幕公卿の一人として坊門忠信・西園寺実氏・藤原国通・平光盛とともに鎌倉鶴岡八幡宮における源実朝の右大臣拝賀式に列参している。嘉禄元年（1225年）8月、重病のため出家し、ほどなく薨去した。62歳、飲水病という。

## 人物
難波家は宗長の祖父である頼輔が蹴鞠の名人として知られてより蹴鞠の家として知られていたが、やはり達人として知られた藤原成通に学んだ宗長もまた蹴鞠に長じ、藤原定家は日記『明月記』に「鞠者において堪能の人」と賞している。承元2年（1208年）には弟の飛鳥井雅経や藤原泰通とともに、後鳥羽上皇らを招いての大規模な蹴鞠会を藤原頼実邸で行っている。弟の雅経が飛鳥井流の祖となったのに対して宗長の子孫が相伝した蹴鞠道の流派は難波流と称され、飛鳥井流とともに蹴鞠の二大流派となり、鎌倉幕府の御鞠衆となるなど鎌倉時代を通して栄えた。歌人としては『新続古今和歌集』に1首が入選している。

## 官歴
※いずれも『公卿補任』建保二年条による。
- 治承4年（1180年）2月28日：従五位下、豊後守
- 寿永2年（1183年）4月9日：左近衛少将
- 寿永3年（1184年）1月6日：従五位上、10月6日：陸奥守
- 文治4年（1188年）10月14日：正五位下
- 文治5年（1189年）3月13日：解官
- 正治3年（1201年）1月6日：従四位下
- 元久3年（1206年）1月6日：従四位上
- 承元2年（1208年）10月29日：刑部卿
- 承元3年（1209年）1月13日：正四位下
- 建保2年（1214年）3月28日：従三位